# Ipomoea pyrophila
Ipomoea pyrophila är en vindeväxtart som beskrevs av A. Cheval. Ipomoea pyrophila ingår i släktet praktvindor, och familjen vindeväxter. Inga underarter finns listade i Catalogue of Life.